# 公子糾
公子糾（？—前685年），姜姓，名纠，中國春秋時代齊國人，姜姓，齊襄公之弟及齊桓公之兄。
齊襄公時，各公子 (主要是其兄弟) 各自流亡他國以避禍。公子糾的母親是魯國人，故他在管仲及召忽的輔佐及陪同下逃到魯國。公孫無知被殺後，魯國發兵送公子糾回國，卻被公子小白从莒国用計爭先回到齐国。小白回國即位，是為齊桓公。
齊桓公即位後，威脅入侵庇護公子糾的魯國。魯國憂慮齊國的入侵，所以在笙瀆處決了公子糾。召忽自殺，管仲則被押回齊國。齊桓公因鮑叔牙的推薦而起用管仲，遂成霸業。
《庄子》称公子纠的遗孀被齐桓公所纳。